# Patrick Owomoyela
Patrick Owomoyela est un footballeur allemand né le 5 novembre 1979 à Hambourg. Il évolue au poste de défenseur latéral droit ou de milieu latéral droit (1,87 m - 84 kg).
Cet international allemand d'origine nigériane, évolue entre 2008 et 2013 au Borussia Dortmund

## Biographie
Fils d'une mère allemande et d'un père nigérian, Patrick Owomoyela fait ses débuts professionnels avec l'Arminia Bielefeld en 2003, en 2. Bundesliga (seconde division allemande). Le club est promu à l'issue de la saison et l'année suivante, Owomoyela fait ses débuts en Bundesliga. Impressionnant lors de sa première saison dans l'élite, il est appelé par Jürgen Klinsmann en équipe nationale allemande lors d'une tournée asiatique fin 2004. S'il est souvent appelé en sélection entre 2004 et 2006, il n'est cependant pas retenu pour la Coupe du monde 2006. Depuis il n'est plus réapparu en sélection. À l'issue de la saison 2004/2005, Owomoyela s'engage avec le Werder Brême.
Si sa première saison sous ses nouvelles couleurs est pleine, les autres seront beaucoup plus compliquées. Poussé sur le banc par l'arrivée au club de Clemens Fritz, il multiplie les mauvaises performances et les blessures. En 2008, après deux saisons pendant lesquelles il n'a joué que 10 matchs de Bundesliga, il rejoint les rangs du Borussia Dortmund. Au sein de ce club, il retrouve du temps de jeu et une place de titulaire. Néanmoins, en novembre 2010, il subit  une opération au tendon d'achille qui l'écarte des terrains de nombreux mois et est remplacé par le polonais Łukasz Piszczek.

## Palmarès
- Champion d'Allemagne en 2011 et 2012 avec le Borussia Dortmund
- Vainqueur de la Supercoupe d'Allemagne en 2008 avec le Borussia Dortmund
- International allemand (11 sélections) depuis le 16 décembre 2004 : Allemagne 3 - 0 Japon